# Denis Pearce
Denis Pearce (8 de abril de 1896 – data da morte desconhecida) foi um esgrimista britânico que participou dos Jogos Olímpicos de Verão de 1928 e de 1936, sob a bandeira da Grã-Bretanha.